# 矢島寿美子
矢島 寿美子（やじま すみこ、1954年（昭和29年）6月3日 - ）は家族対抗チャンスクイズの出題者。愛知県名古屋市出身。血液型はO型。

## 主な出演番組

### テレビ
- 家族対抗チャンスクイズ（東海テレビ　出題者）
- まるごとハワイへチャンスクイズ（東海テレビ　出題者）

| スタブアイコン | サブスタブ | この項目は、まだ閲覧者の調べものの参照としては役立たない、人物に関連した書きかけの項目です。この項目を加筆・訂正などしてくださる協力者を求めています（P:人物伝/PJ:人物伝）。 |